# Leatherman Peak
Leatherman Peak je hora v Custer County, ve středo-východní části Idaha.
S nadmořskou výškou 3 727 metrů je druhou nejvyšší horou pohoří Lost River Range a rovněž druhou nejvyšší horou Idaha.
Leží ve střední části pohoří, 7 kilometrů jihovýchodně od nejvyššího vrcholu pohoří a Idaha Borah Peak. Je součástí severních amerických Skalnatých hor. Hora je pojmenovaná podle lovce kožešin Henryho Leathermana.